# فاكهة جافة

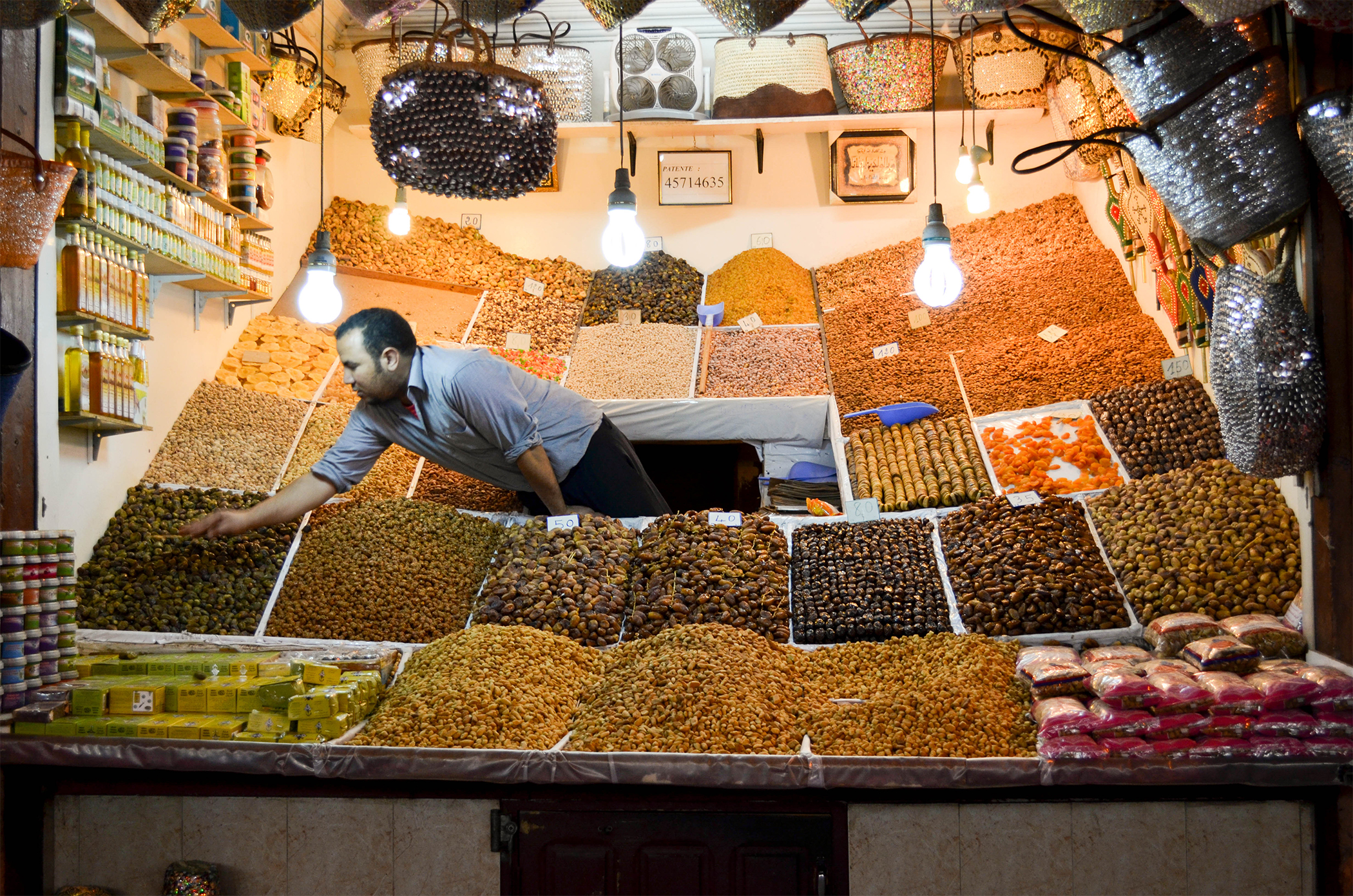
بائع المكسرات في سوق تقليدي بمراكش، المغرب.

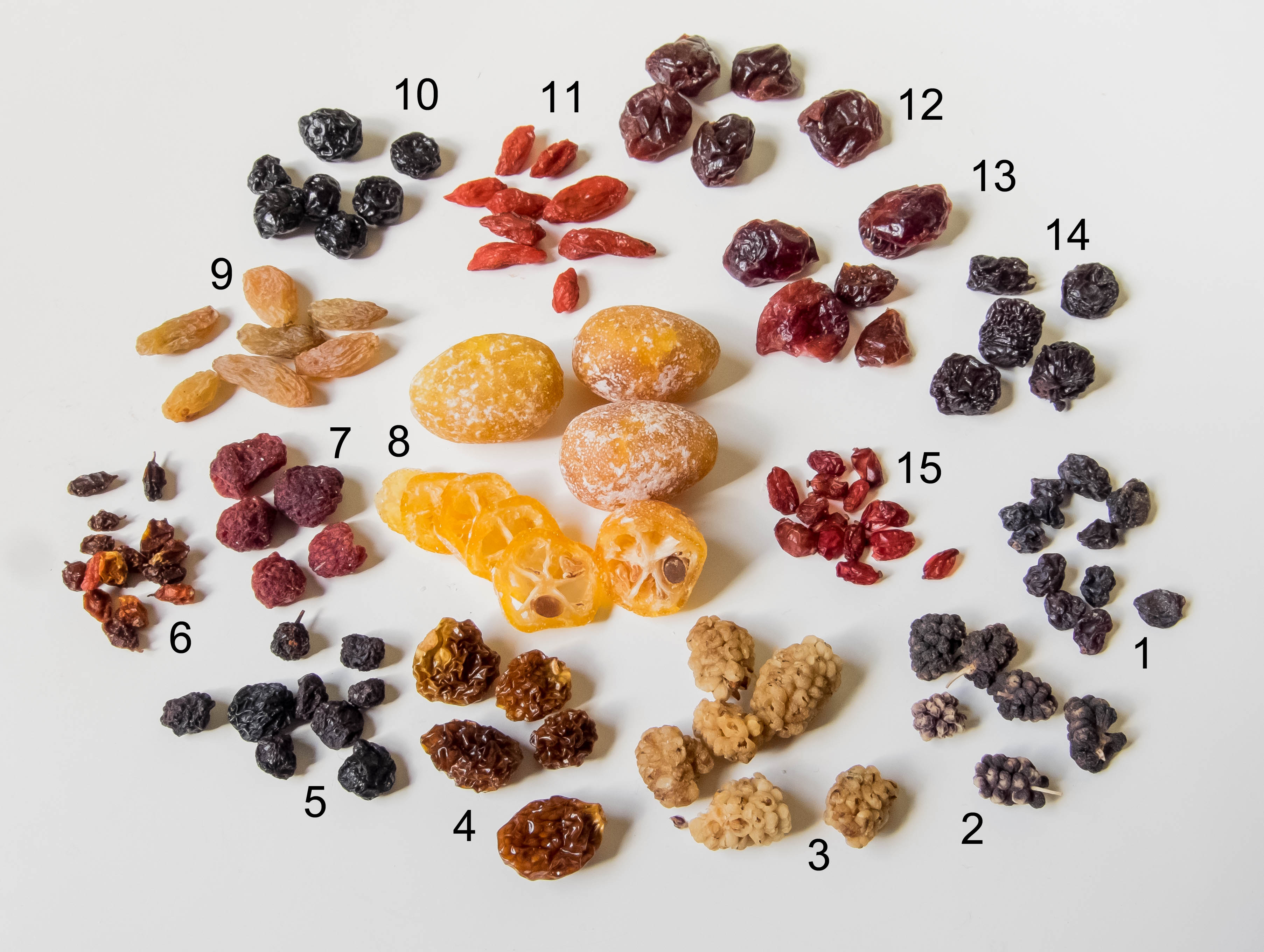
فواكه جافة أقل إنتاجا من بين الفواكه المجففة الأكثر شيوعا : 1 أرونية, 2 التوت الأسود, 3 توت (نبات), 4 حرنكش, 5 أرونيةaronia (chokeberries), 6 أبو فايس, 7 raspberry, 8 برتقال ياباني, 9 زبيب (dried in the shade), 10 عنبية آسية, 11 goji, 12 كرز حلو, 13 عنبية حادة الخباء, 14 كرز حلو، and 15 شجيرة البرباريس.

الفواكه الجافة أو الفواكه المجففة هي تلك الفواكه التي لا تحتوي على نسبة من الماء داخل مكوناتها، مما يساعدها على البقاء صالحة للاستهلاك البشري مدة طويلة. والفواكه المجففة هي تلك الفواكه التي مرت بعملية إخراج للسوائل بهدف المحافظة عليها.

## لمحة تاريخية

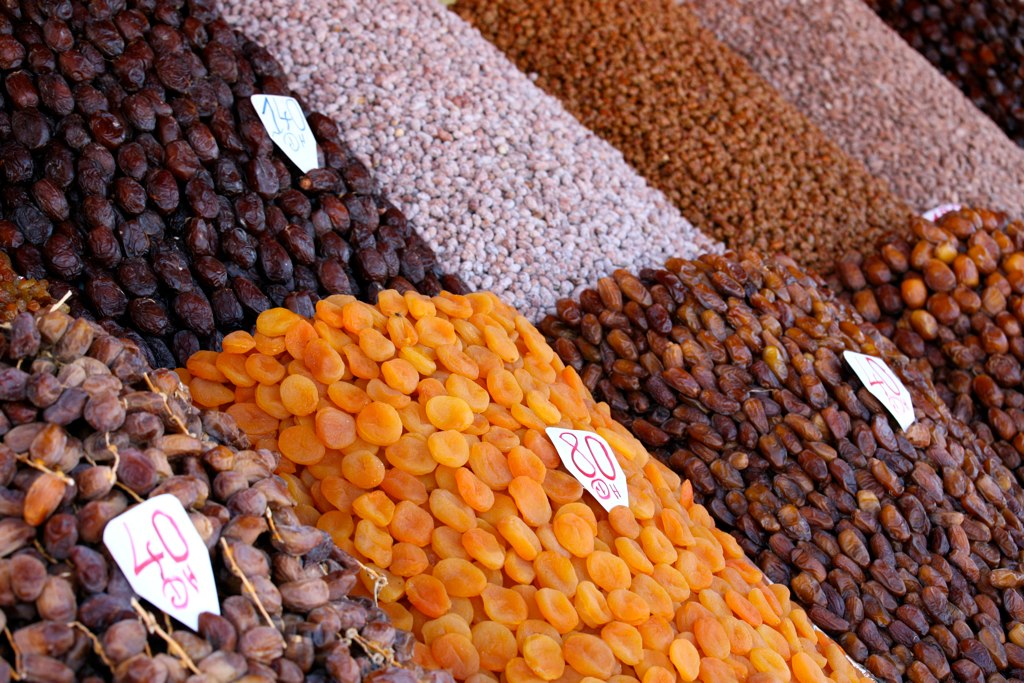
فواكه مغربية جافة

عرف التجفيف منذ القدم كأحد وسائل تخزين الطعام، وهو يقوم على فكرة استخلاص الماء من الطعام بصفته أكثر العوامل المسببة لتلفه وذلك للحفاظ عليه فترة طويلة. ومن أشهر المأكولات في هذا الإطار نجد سلو المعد من مجموعة من المكونات الجافة التي تساعدة على البقاء صالحا ومحفوظا من الجراثيم أطول مدة ممكنة.
فبهذه العملية لا تتلف الفواكه فهي تمتص الماء والسوائل من الفواكه، حيث أنه عندما يجف السائل من الفواكه ستجف الجراثيم والميكروبات أيضاً لذا فهي تعتبر صالحة للأكل.
الياميش كلمة دخلت الاستخدام وقاموس اللهجة العامية المصرية منذ العصر الفاطمي حيث تعني المكسرات والحلويات من الفواكه المجففة.

## نصائح صحية
ينصح في اقتناء واستهلاك الفواكه المجففة، الأخذ بعين الاعتبار جودة الفواكه المجففة، والكمية التي يتم استهلاكها، وبالضبط تلك الفواكه التي مرت بعملية تجفيف دون إضافة مواد حافظة.
كما يُستحسن تجنب الفواكه المحلاة، استهلاك اللوز والجوز بصورتهما الطبيعية دون شواء (تحميص) لحفظ الأحماض الدهنية وفيتامين B دون إضافة أملاح.
إضافة لذلك، يُستحسن الامتناع عن استهلاك الفواكه المجففة ذات اللون الساطع إذ أنها فواكه مضافة إليها مواد صناعية (تُعرَف ب E905). كذلك من المحبّذ استهلاك الفواكه المجففة باعتدال، وبتشكيلة متنوعة قدر الإمكان.

## السعرات الحرارية
لا بد من الإشارة إلى أن في كل 100 جرام من الفواكه المجففة حوالي 270 سعرة حرارية. بينما تحتوي 100 جرام من اللوز والجوز على 600-700 سعرة.